# José Fioravanti
José Fioravanti (Buenos Aires, 4 de agosto de 1896 — 10 de octubre de 1977) fue un escultor argentino. Fue nombrado miembro de Número de la Academia Nacional de Bellas Artes.
El presidente Marcelo T. de Alvear le encomendó la realización de decoraciones escultóricas en el vestíbulo de la Casa Rosada. Pronto su obra se haría prolífica y variada.

## Biografía
Artista autodidacta, Fioravanti se formó en los talleres de escultura de Buenos Aires. En 1919 obtuvo su primer premio. Viajó a Europa en 1924, donde expuso en el Museo de Arte Moderno de Madrid; y dos años luego, en el Salón de Arte Moderno de París. En ambos casos adquirieron una de sus obras.
En 1927 regresó a su país pero retornó a Europa en 1929, instalándose en París.
Fue profesor de talla directa de la Escuela Superior de Bellas Artes "Ernesto de la Cárcova" y nombrado Académico de Número de la Academia Nacional de Bellas Artes de Buenos Aires.

## Obras destacadas
- Monumento a Nicolás Avellaneda en Buenos Aires (1935)[3]
- Monolito del kilómetro cero en Buenos Aires (1935)
- Monumento a Roque Sáenz Peña en Buenos Aires (1936)
- Monumento al Lobo Marino en la Rambla de Mar del Plata (1941)
- Monumento a Simón Bolívar en Buenos Aires (1942)
- Esculturas del Monumento Histórico Nacional a la Bandera en Rosario de Santa Fe (1957, en colaboración con Alfredo Bigatti)
- Monumento a Fructuoso Rivera en Montevideo (1965)
- Chimenea Fioravanti en Villa Regina 1936.